# APOBEC3G
APOBEC3G (enzyme chỉnh sửa apolipoprotein B mRNA, 3G giống như polypeptide xúc tác) là một enzyme người được mã hóa bởi gen APOBEC3G thuộc nhóm siêu protein APOBEC. Họ protein này đã được đóng một vai trò quan trọng trong khả năng miễn dịch chống virus bẩm sinh. APOBEC3G thuộc họ dytinase cytidine xúc tác quá trình khử cytidine thành uridine trong cơ chất DNA sợi đơn. Miền đầu Carbon của A3G biểu hiện hoạt động xúc tác, một số cấu trúc NMR và tinh thể giải thích tính đặc hiệu của chất nền và hoạt động xúc tác 
APOBEC3G thực hiện hoạt động miễn dịch kháng retrovirus bẩm sinh chống lại retrovirus, đặc biệt là HIV, bằng cách can thiệp vào sự sao chép thích hợp. Tuy nhiên, lentivirus như HIV đã phát triển protein yếu tố lây nhiễm virus (Vif) để chống lại tác dụng này. Vif tương tác với APOBEC3G và kích hoạt sự Ubiquitin hóa và thoái phân của APOBEC3G thông qua con đường proteasoma.
Gần đây, một cơ chế mới đã được báo cáo trong đó protein Bet của virus bọt (không giống như HIV-1 Vif) làm suy yếu khả năng hòa tan tế bào chất của APOBEC3G.

## Khám phá
Enzyme lần đầu tiên được xác định bởi Jarmuz và cộng sự.  Enzyme thuộc họ protein từ APOBEC3A dạng 3G, nằm trên nhiễm sắc thể 22 và là một yếu tố tế bào có thể hạn chế sự sao chép của HIV-1 thiếu protein phụ Vif. APOBEC3G thuộc họ protein được nhóm lại với nhau do sự tương đồng của chúng với cytidine deaminase APOBEC1.

## Bệnh liên quan
APOBEC3G là yếu tố ức chế chính của sự nhân lên và lây nhiễm HIV-1. Tuy nhiên, Vif chống lại yếu tố kháng retrovirus này, cho phép sản xuất virion HIV-1 khả thi và lây nhiễm khi có hoạt động APOBEC3G. Đặc biệt, Vif ngăn chặn sự kết hợp của APOBEC3G vào virion HIV-1 và thúc đẩy sự phá hủy enzyme theo cách cô lập với tất cả các protein HIV-1 khác.
Mặc dù APOBEC3G thường được nghiên cứu như là một protein quan trọng thể hiện tác dụng kháng vi rút mạnh đối với HIV-1, nhưng các nghiên cứu gần đây làm sáng tỏ tiềm năng của đột biến qua trung gian APOBEC3G để giúp tạo điều kiện cho sự lan truyền HIV-1. Số lượng phản ứng deamino hóa trong các khu vực thích hợp có thể thay đổi, phụ thuộc vào thời gian tiếp xúc với APOBEC3G. Ngoài ra, có một đáp ứng liều giữa nồng độ APOBEC3G nội bào và mức độ tăng đột biến của virus. Một số provirus HIV-1 với phản ứng với đột biến trung gian APOBEC3G đã được chứng minh rằng quá trình này phát triển mạnh, nguyên nhân là chúng thực hiện quá ít đột biến điểm APOBEC3G hoặc do tái tổ hợp giữa một provirus giới hạn có thể gây chết APOBEC3G với một provirus độc lập. Sự gây đột biến dưới mức này góp phần tạo ra sự đa dạng di truyền lớn hơn trong quần thể virus HIV-1, chứng tỏ tiềm năng của APOBEC3G nhằm mục đích tăng cường khả năng thích nghi và lan truyền của HIV-1.